# Żleb Chmielowskiego (Mięguszowiecki Szczyt)

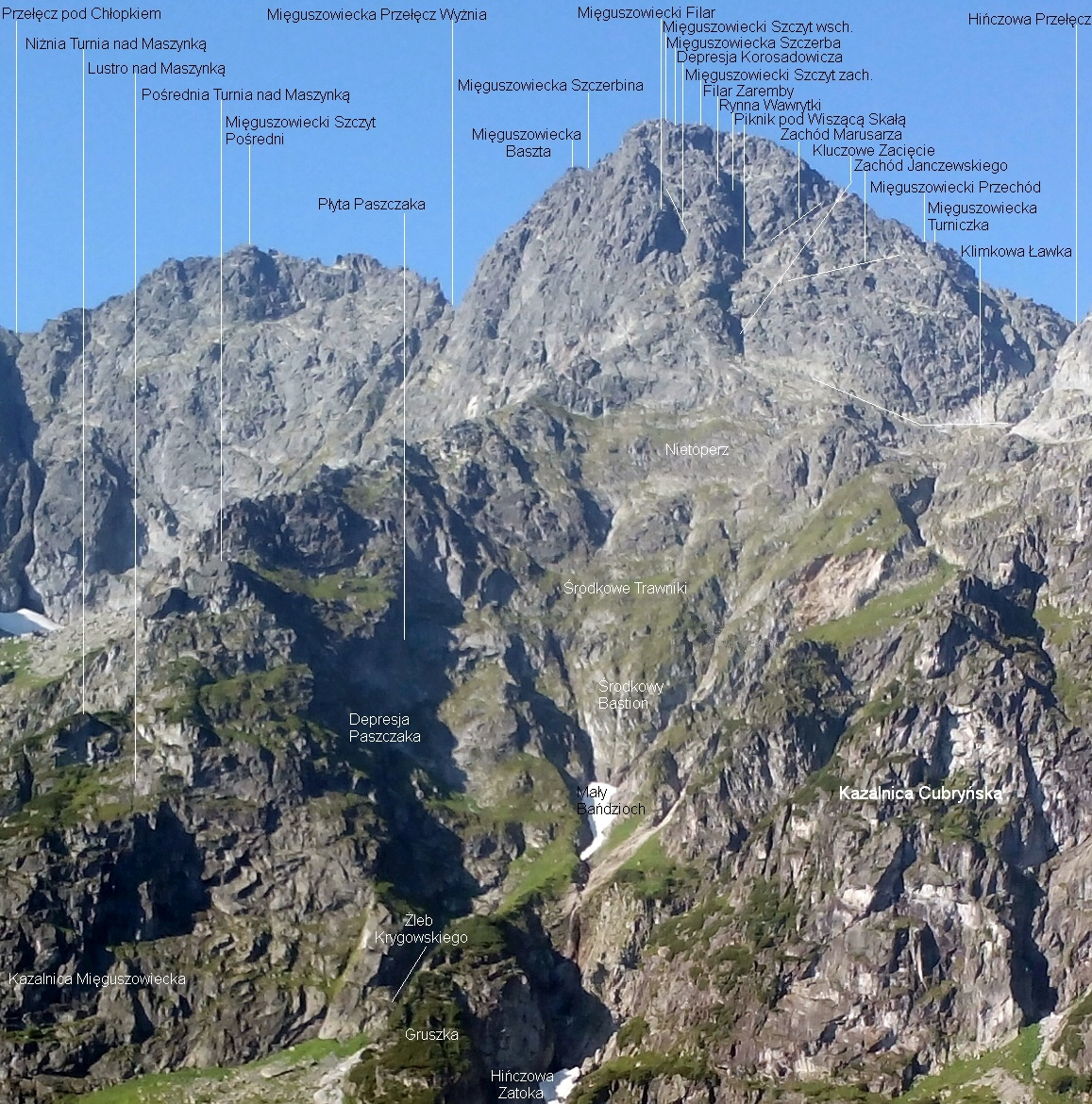
Północna ściana Mięguszowieckiego Szczytu. Żleb Chmielowskiego po lewej stronie Środkowego Bastionu i Środkowych Trawników

Żleb Chmielowskiego – żleb na północnej ścianie Mięguszowieckiego Szczytu w polskich Tatrach Wysokich. Uchodzi do dolnej, lewej części (patrząc od dołu) Małego Bańdziocha, następnie biegnie stromo w górę pomiędzy Mięguszowieckim Filarem a fragmentami ścian Mięguszowieckiego Szczytu o nazwie Środkowy Bastion i Środkowe Trawniki.
Autorem nazwy żlebu jest Władysław Cywiński. Upamiętnił nią Janusza Chmielowskiego, który wraz z góralskimi przewodnikami Klemensem Bachledą i Wojciechem Tylka Suleją jako pierwsi przeszli tym żlebem 9 sierpnia 1906 r. Pierwsze przejście zimowe Żlebu Chmielowskiego: Krzysztof Fedorowicz i Janusz Mączka 22 lutego 1987 r.